# روبرت جون ستيوارت
روبرت جون ستيوارت (بالإنجليزية: Robert John Stewart)‏ هو ملحن وكاتب بريطاني، ولد في 1949.